# Кумаравеліяркірамам (Грама Ніладхарі)
Грама Ніладхарі Кумаравеліяркірамам (№ 195B) — Грама Ніладхарі підрозділу ОС Еравур-Патту, округ Баттікалоа, Східна провінція, Шрі-Ланка.

## Демографія
| Населення (2007) | Населення (2007) | Населення (2007) | Населення (2007) | Населення (2007) |
| Населення        | Чоловіки         | Жінки            | Діти             | Дорослі          |
| ---------------- | ---------------- | ---------------- | ---------------- | ---------------- |
| 2341             | 1135             | 1206             | 869              | 1472             |